# Oekraïne op het Europees kampioenschap voetbal 2012
Oekraïne was, naast Polen, een van de twee gastlanden voor het Europees kampioenschap voetbal 2012. Het was de eerste deelname voor het land: Oekraïne kwalificeerde zich nooit eerder voor het EK. De bondscoach is Oleh Blochin (sinds 2011). Op 6 juni 2012 stond Oekraïne op de 52e plaats op de FIFA-wereldranglijst, achter Roemenië. Oekraïne werd op 18 april 2007 samen met Polen aangewezen als gastland voor het toernooi, waarmee het automatisch geplaatst was voor de eindronde.

## Wedstrijden op het Europees kampioenschap
Oekraïne werd als land uit pot 1 ingedeeld in groep D, waaraan gedurende de loting Engeland (pot 2), Frankrijk (uit pot 3) en Zweden (uit pot 4) werden toegevoegd.

### Groep D
| Land      | Wed | Win | Gel | Ver | DV | DT | +/- | Pnt |
| --------- | --- | --- | --- | --- | -- | -- | --- | --- |
| Engeland  | 3   | 2   | 1   | 0   | 5  | 3  | +2  | 7   |
| Frankrijk | 3   | 1   | 1   | 1   | 3  | 3  | 0   | 4   |
| Oekraïne  | 3   | 1   | 0   | 2   | 2  | 4  | -2  | 3   |
| Zweden    | 3   | 1   | 0   | 2   | 5  | 5  | 0   | 3   |

### Wedstrijden
|                         |                      |       |                 |                                                    |
| 11 juni 2012 21.45 OEZT | Oekraïne             | 2 – 1 | Zweden          | NSK Olimpiejsky, Kiev Scheidsrechter: Cüneyt Çakır |
| 11 juni 2012 21.45 OEZT | Sjevtsjenko 55', 62' |       | 52' Ibrahimović | NSK Olimpiejsky, Kiev Scheidsrechter: Cüneyt Çakır |

|                         |          |                      |           |                                                     |
| 15 juni 2012 19.00 OEZT | Oekraïne | 0 – 2                | Frankrijk | Donbas Arena, Donetsk Scheidsrechter: Björn Kuipers |
| 15 juni 2012 19.00 OEZT |          | 53' Ménez 56' Cabaye |           | Donbas Arena, Donetsk Scheidsrechter: Björn Kuipers |

|                         |            |       |          |                                                     |
| 19 juni 2012 21.45 OEZT | Engeland   | 1 - 0 | Oekraïne | Donbas Arena, Donetsk Scheidsrechter: Viktor Kassai |
| 19 juni 2012 21.45 OEZT | Rooney 48' |       |          | Donbas Arena, Donetsk Scheidsrechter: Viktor Kassai |

## Selectie
Bondscoach Blochin maakte op 29 mei 2012 zijn selectie van 23 spelers bekend. Hij had het oog laten vallen op drie potentiële keepers (waaronder Oleksandr Sjovkovskyj), maar deze vielen alle drie af, door diverse redenen. Hij moest daarom op korte termijn drie andere keepers vinden. Dit werden uiteindelijk Oleksandr Horjainov, Maksym Koval en Andrij Pjatov.
| No. | Naam                   | Club                   | Positie      | W |   |   | D | A |   |   |   |
| --- | ---------------------- | ---------------------- | ------------ | - | - | - | - | - | - | - | - |
| 1   | Maksym Koval           | FC Dynamo Kiev         | Doelman      | 0 | 0 | 0 | 0 | 0 | 0 | 0 | 0 |
| 12  | Andrij Pjatov          | FK Sjachtar Donetsk    | Doelman      | 3 | 0 | 0 | 0 | 0 | 0 | 0 | 0 |
| 23  | Oleksandr Horjainov    | Metalist Charkov       | Doelman      | 0 | 0 | 0 | 0 | 0 | 0 | 0 | 0 |
| 2   | Yevhen Selin           | Vorskla Poltava        | Verdediger   | 3 | 0 | 0 | 0 | 0 | 1 | 0 | 0 |
| 3   | Jevhen Chatsjeridi     | FC Dynamo Kiev         | Verdediger   | 3 | 0 | 0 | 0 | 0 | 0 | 0 | 0 |
| 4   | Anatoli Tymosjtsjoek   | FC Bayern München      | Middenvelder | 3 | 0 | 0 | 0 | 0 | 2 | 0 | 0 |
| 5   | Oleksandr Koetsjer     | FK Sjachtar Donetsk    | Verdediger   | 0 | 0 | 0 | 0 | 0 | 0 | 0 | 0 |
| 6   | Denys Harmasj          | FC Dynamo Kiev         | Middenvelder | 1 | 0 | 1 | 0 | 0 | 0 | 0 | 0 |
| 7   | Andrij Sjevtsjenko     | FC Dynamo Kiev         | Aanvaller    | 3 | 1 | 1 | 2 | 0 | 1 | 0 | 0 |
| 8   | Oleksandr Aliejev      | FC Dynamo Kiev         | Middenvelder | 1 | 1 | 0 | 0 | 0 | 0 | 0 | 0 |
| 9   | Oleg Goesjev           | FC Dynamo Kiev         | Middenvelder | 3 | 0 | 1 | 0 | 0 | 0 | 0 | 0 |
| 10  | Andrij Voronin         | FC Dynamo Kiev         | Aanvaller    | 2 | 0 | 2 | 0 | 0 | 0 | 0 | 0 |
| 11  | Andriy Yarmolenko      | FC Dynamo Kiev         | Aanvaller    | 3 | 0 | 1 | 0 | 1 | 0 | 0 | 0 |
| 13  | Vjatsjeslav Sjevtsjoek | FK Sjachtar Donetsk    | Verdediger   | 0 | 0 | 0 | 0 | 0 | 0 | 0 | 0 |
| 14  | Roeslan Rotan          | Dnipro Dnipropetrovsk  | Middenvelder | 1 | 1 | 0 | 0 | 0 | 0 | 0 | 0 |
| 15  | Artem Milevsky         | FC Dynamo Kiev         | Aanvaller    | 3 | 2 | 1 | 0 | 0 | 0 | 0 | 0 |
| 16  | Jevhen Seleznjov       | FK Sjachtar Donetsk    | Aanvaller    | 0 | 0 | 0 | 0 | 0 | 0 | 0 | 0 |
| 17  | Taras Michalik         | FC Dynamo Kiev         | Verdediger   | 2 | 0 | 0 | 0 | 0 | 0 | 0 | 0 |
| 18  | Serhij Nazarenko       | Tavrija Simferopol     | Middenvelder | 3 | 1 | 1 | 0 | 0 | 0 | 0 | 0 |
| 19  | Jevhen Konopljanka     | Dnipro Dnipropetrovsk  | Middenvelder | 3 | 0 | 1 | 0 | 1 | 0 | 0 | 0 |
| 20  | Jaroslav Rakitskiy     | FK Sjachtar Donetsk    | Verdediger   | 1 | 0 | 0 | 0 | 0 | 1 | 0 | 0 |
| 21  | Bohdan Boetko          | Illitsjivets Marioepol | Verdediger   | 1 | 1 | 0 | 0 | 0 | 0 | 0 | 0 |
| 22  | Marko Dević            | Metalist Charkov       | Aanvaller    | 3 | 2 | 1 | 0 | 0 | 0 | 0 | 0 |

| W | Wedstrijden        |
|   | Invalbeurten       |
|   | Gewisseld          |
| D | Doelpunten         |
| A | Assists/Voorzetten |
|   | Gele kaarten       |
|   | 2 x geel = rood    |
|   | Rode kaarten       |

Groep A:  Polen ·  Griekenland ·  Rusland ·  Tsjechië
Groep B:  Nederland ·  Duitsland ·  Portugal ·  Denemarken
Groep C:  Spanje ·  Italië ·  Kroatië ·  Ierland
Groep D:  Oekraïne ·  Zweden ·  Frankrijk ·  Engeland
FFOe · A-internationals · Bondscoaches · Statistieken · Oekraïens vrouwenelftal · Olympisch elftal · Oekraïne U21 · Oekraïne U20 · Oekraïne U19 · Oekraïne U18 · Oekraïne U17 · Oekraïne U16
1992 – 1999 · 
2000 – 2009 · 
2010 – 2019 · 
2020 – 2029
EK's: 1992** · 
1996 · 
2000 · 
2004 · 
2008 · 
2012 · 
2016 · 
2020 · 
2024
WK's: 1994 · 
1998 · 
2002 · 
2006 · 
2010 · 
2014 · 
2018 ·
2022
1992 · 
1993 · 
1994 · 
1995 · 
1996 · 
1997 · 
1998 · 
1999 · 
2000 · 
2001 · 
2002 · 
2003 · 
2004 · 
2005 · 
2006 · 
2007 · 
2008 · 
2009 · 
2010 · 
2011 · 
2012 · 
2013 · 
2014 · 
2015 ·
2016 ·
2017 ·
2018 ·
2019 ·
2020 ·
2021
Albanië ·
Andorra ·
Armenië ·
Azerbeidzjan ·
Bahrein ·
België ·
Bosnië en Herzegovina ·
Brazilië ·
Bulgarije ·
Canada ·
Chili ·
Costa Rica ·
Cyprus ·
Denemarken ·
Duitsland ·
Engeland ·
Estland ·
Faeröer ·
Finland · 
Frankrijk ·
Georgië ·
Griekenland ·
Hongarije ·
Ierland ·
IJsland ·
Iran ·
Israël ·
Italië ·
Japan ·
Joegoslavië ·
Kameroen · 
Kazachstan ·
Kosovo ·
Kroatië ·
Letland ·
Libië ·
Litouwen ·
Luxemburg ·
Malta ·
Marokko ·
Mexico ·
Moldavië ·
Montenegro ·
Nederland ·
Niger ·
Nigeria ·
Noord-Ierland ·
Noord-Macedonië ·
Noorwegen ·
Oezbekistan ·
Oostenrijk ·
Polen ·
Portugal ·
Roemenië ·
Rusland ·
San Marino ·
Saoedi-Arabië ·
Schotland ·
Servië ·
Servië en Montenegro ·
Slovenië ·
Slowakije ·
Spanje ·
Tsjechië ·
Tunesië ·
Turkije ·
Uruguay ·
Verenigde Arabische Emiraten ·
Verenigde Staten ·
Wales ·
Wit-Rusland ·
Zuid-Korea ·
Zweden ·
Zwitserland
Duitsland (2016) ·
Engeland (2012) · 
Engeland (2021) ·
Frankrijk (2012) · 
Italië (2006) · 
Nederland (2021) · 
Noord-Ierland (2016) · 
Noord-Macedonië (2021) · 
Oostenrijk (2021) · 
Saoedi-Arabië (2006) ·
Spanje (2006) ·
Tunesië (2006) ·
Zweden (2012) · 
Zweden (2021) · 
Zwitserland (2006)
** = Onder de naam Gemenebest van Onafhankelijke Staten